# كأس أوغندا 1994
كأس أوغندا 1994 (بالإنجليزية: 1994 Uganda Cup)‏ هو موسم من كأس أوغندا. فاز فيه نادي إكسبريس.